# Mantitheus gracilis
Mantitheus gracilis é uma espécie de coleóptero da tribo Philiini (Philinae). Com distribuição restrita à China.

## Sistemática
- Ordem Coleoptera
  - Subordem Polyphaga
    - Infraordem Cucujiformia
      - Superfamília Chrysomeloidea
        - Família Vesperidae
          - Subfamília Philinae
            - Tribo Philiini
              - Gênero Mantitheus
                - M. gracilis (Pic, 1924)